# Ptilobaptus pamelae
Ptilobaptus pamelae är en stekelart som beskrevs av Ian D. Gauld 2000. Ptilobaptus pamelae ingår i släktet Ptilobaptus och familjen brokparasitsteklar. Inga underarter finns listade i Catalogue of Life.